# David Guetta
David Guetta, francoski house producent in DJ, * 7. november, 1967, Pariz, Île-de-France, Francija.

## Biografija
Pravo ime z Grammyjem večkrat nagrajenega francoskega DJ-ja je David Pierre Guetta. Rodil se je 7. novembra 1967, v Parizu.
Že pri 13. letih je že začel miksati glasbo, pri 14-ih organizirati zabave v svoji kleti, pri 17-ih pa je začel predvajati hip-hop in house glasbo v nočnih klubih v Parizu. V letih 1988-1990 je delal na pariškem Radiu Nova. Leta 1990 je izdal pesem Nation rap, v sodelovanju s francoskim raperjem Sidneyjem Duteilom. V zgodnjih 80-ih pa je nanj močno vplival razvoj house glasbe, tedaj je spoznal tudi Roberta Owensa, kateremu je bila njegova glasba tako všeč, da se je odločil za sodelovanje.
1994. je bil izdan Guettin prvi singel Up & Away, ki pa je doživel le manjši klubski uspeh. Istega leta je spoznal tudi ženo Cathy. 1995. je postal menedžer nočnega kluba Le palace in nadaljeval z organiziranjem zabav. Od leta 1996 je kot prvi Francoz sodeloval tudi pri organiziranju dogodkov na Ibizi.
2007-2008: Pop življenje
Leta 2007 je izšel tretji album Pop  Life. Album je bil uspešen v Veliki Britaniji in na Irskem, pa tudi v celinski Evropi. Zaradi  EME leta 2010, se je album prodal skupaj 530.000 izvodov po vsem svetu. Singl "Love Is Gone" je dosegel številko 1 na ameriškem Graf Dance in zaznamovana na lestvici Billboard Hot 100.
Igral je v številnih državah po vsem svetu za promocijo albuma. Igral je na Mauritiusu, v januarju 2008, skupaj s francoskim raperjem Joey Starr-om. V istem letu, on in njegova žena Cathy načrtuje tudi nov dogodek, ki je potekal v Stade de France, dne 5. julija 2008. Dogodek je bil imenovan "UNIGHTED", je nastopil z Tiësto, Carl Cox.om, Joachim Garraud-om in Martin Solveig-om pred množico 40.000. ljudi.
Leta 2009 je bil na tretjem mestu na "Top 100 DJs"v anketi DJ Magazine, in je bil izvoljen za "Best House DJ Awards" za DJ leta 2008. Od aprila 2009  je imel svojo radijsko oddajo na  internetni radijski postaji Raute Musik v soboto zvečer. Predstava se je nato preselila v Radio 538, pri čemer je bila na sporedu vsak petek zvečer po življenju Club Tiesto. Njegovo ime je DJ Mix. Guetta opravlja eno uro  house glasbe, ki jo predstavlja predvsem za nove talente v notranjosti.
2009-2010: One Love in mednarodni preboj
Guetta na eni turneji ljubezni, januar 2010.
Četrti studijski album David Guetta  One Love, je izšel v avgustu 2009. Njen prvi singl je When Love Takes Over", ki je gostja Kelly Rowland, je dosegel najvišjo vrednost # 1 na sliki Samski Združenega kraljestva in dodal številnih drugih državah po vsem svetu. Njegov drugi singl iz albuma, "Sexy Bitch", gost Akon, je postal njegov drugi # 1 v Veliki Britaniji. "One Love" z gostjo Estelle, "Memories" z gostom Kid Cudi in "Gettin 'Over You" gostom Chris Willis, Fergie in LMFAO.  Maja 2011 se je album prodal na 3.000.000 izvodov po vsem svetu. Četrti studijski   album One 
Love, ki je bil imenovan kot "Best Electronic / Dance Album" na 52. Grammy Nominirancev.  Njegova pesem »When Love Takes Over" z gostjo ameriški R & B pevka Kelly Rowland prejela dve nominacije, Best Dance Recording in Best Remixed Recording, Non-Classical, in zmagal slednji.  
Dne 16. junija 2009 je Black Eyed Peas izdal z David-om Guetto  "I Gotta Feeling", kot svoj drugi singl iz petega studijskega albuma. To je postal svetovni hit vrh lestvic v 17 državah. Postal je najbolj priljubljen  vseh časov v ZDA s skoraj 7.500.000 prenosov in v Združenem kraljestvu prodajo več kot 1 milijon kopij.  Bil je nominiran dvakrat za svoje delo z The Black Eyed Peas na 52. Grammy Awards, v kategoriji Record of the Year za "Moram Feeling" in album leta za njihov album. Leta 2010 je David Guetta co-napisal in produciral "Commander" s Kelly Rowland je s svojo tretjo ploščo, tukaj sem. To je dosegel najvišjo vrednost,  1 na Hot Dance Club Billboardovi lestvici skladb v Združenih državah Amerike, in dosegel najvišje položaje v 10 Belgiji in Združenem kraljestvu. Guetta je tudi v koprodukciji "Forever in a Day", ki je bil poleg Kelly UK, ena od tem albumu. Guetta pripravila tudi singli »Acapella" in "Scream" za 5. studijski album ameriškega kantavtor Kelis je , Flesh Tone, ki je izšla 14. maja 2010. "Acapella" je bila sproščena kot glavni singl z dne 23. februarja 2010 in dodal plesne lestvice v Veliki Britaniji in ZDA. 28. junija 2010 ameriški raper Flo Rida released single "Klub me ne more ravnati" gost David Guetta. Pesem je vključen na soundtrack album z ameriško 3D Step Up 3D plesni film.

## Diskografija
Leta 2001 sta z Joachimom Garraudom ustanovila založbo Gum Productions in tako je izšel njegov 1. hit Just a little more love z vokalno spremljavo Chrisa Willisa. Leta 2002 je izdal istoimenski album ter prodal prek 250.000 kopij, še isto leto pa je navdušil s pesmijo Love Don't Let Me Go. Na njegovem drugem albumu, Guetta blaster iz leta 2004, je bil hit »The World is Mine«, ki je v Ameriki zasedel prvo mesto kot Best Dance Song. Leta 2007 je izdal album Pop Life, ki je bil zelo uspešen v VB, na Irskem, pa tudi v centralni Evropi. Glavni singel s tega albuma je bil “Love is gone”,  ki je dosegel 1. mesto na ameriški Dance lestvici.
Leta 2009 je veliko sodeloval s skupino Black Eyed Peas (pesem I gotta feeling, remix pesmi Boom boom pow), in izdal CD One love, na katerem so uspešnice poletja When love takes over in Sexy Chick. 
V svoji karieri je prejel številne glasbene nagrade in nominacije, je tudi nedavni dobitnik nagrade grammy. Njegov zadnji album je zelo uspešen album One Love (2009), na katerem kot pevci gostujejo številni zvezdniki: Akon, will.i.am in apl.de.ap iz Black Eyed Peas, Estelle, Kid Cudi, Ne-Yo, Novel, Kelly Rowland in Chris Willis. Na albumu je objavljenih še nekaj remiksov, ki jih je David Guetta naredil za druge izvajalce, in nekaj drugih novih skladb.Njegov zadnji album Nothing but the beat pa sestavljata dva ploščka in sicer vokalni, kjer so njegove uspešnice kot npr. where them girlz at, titanium, little bad girl,without you in druge novejše, ter elektronski kjer so njegovi miksi brez besedila in večjega uspeha kot so Glasgow,Paris,The alphabeat itd.Zelo uspešen albm je nasledil tudi dokumentarec o Davidovem delu, ki prav tako nosi naslov Nothing but the beat. Jeseni leta 2012 (28. sep. 2012) je izšel še en njegov hit - She Wolf, ki je po mix načinu zelo podoben Titaniumu, ki ga je prav tako kot She Wolf posnel v sodelovanju s pevko Sio. 
Davidov YouTube kanal: TUKAJ